# Milano-Sanremo 1988
La Milano-Sanremo 1988, settantanovesima edizione della corsa, fu disputata il 19 marzo 1988, per un percorso totale di 294 km. Fu vinta dal francese Laurent Fignon, giunto al traguardo con il tempo di 7h06'20" alla media di 41,376 km/h.
Presero il via da Milano 198 ciclisti, 111 di essi portarono a termine la gara.

## Ordine d'arrivo (Top 10)
| Pos. | Corridore           | Squadra       | Tempo   |
| ---- | ------------------- | ------------- | ------- |
| 1    | Laurent Fignon      | Système U     | 7h06'20 |
| 2    | Maurizio Fondriest  | Alfa Lum      | s.t.    |
| 3    | Steven Rooks        | PDM-Ultima    | a 8"    |
| 4    | Fabio Roscioli      | Ariostea-Gres | s.t.    |
| 5    | Sean Kelly          | KAS-Canal 10  | s.t.    |
| 6    | Giuseppe Calcaterra | Atala-Ofmega  | s.t.    |
| 7    | Adrie van der Poel  | PDM-Ultima    | s.t.    |
| 8    | Erich Maechler      | Carrera       | s.t.    |
| 9    | Rolf Gölz           | Superconfex   | s.t.    |
| 10   | Giuseppe Petito     | Gis Gelati    | a 10"   |